# Tatebayashi

Tatebayashi (館林市 Tatebayashi-shi?) este un municipiu din Japonia, prefectura Gunma.